# Peter Plys og Hafferlaffen
Peter Plys og Hafferlaffen (Originaltitel: Pooh's Heffalump Movie) er en animeret Peter Plys film fra 2005 skabt af Walt Disney Pictures.

## Danske stemmer
- Peter Plys - John Hahn-Petersen
- Grisling - Lars Thiesgaard
- Tigerdyr - Torben Zeller
- Ninka Ninus - Jens Zacho Böye
- Kængubarn - Jarl Thiesgaard
- Kængu - Tammi Øst
- Æsel - Nis Bank-Mikkelsen
- Hafferlaffen - Jonathan Wernel Juel (tale)
- Hafferlaffen - Jamie Morton (sang)
- Mor Hafferlaf - Jette Sievertsen